# Węglewo (województwo zachodniopomorskie)
Węglewo – osada w Polsce położona w województwie zachodniopomorskim, w powiecie szczecineckim, w gminie Szczecinek, przy drodze krajowej nr 11 Bytom - Poznań - Szczecinek - Koszalin - Kołobrzeg. Miejscowość wchodzi w skład sołectwa Turowo.